# JOLT/ジョルト
『JOLT/ジョルト』（原題：Jolt）は、Scott Waschaの脚本をもとに、Tanya Wexlerが監督したアメリカのアクション・コメディ映画。出演は、ケイト・ベッキンセイル、ボビー・カナヴェイル、ラバーン・コックス、スタンリー・トゥッチ、ジェイ・コートニー。
2021年7月23日にアマゾン・スタジオによって配信された。

## キャスト
※括弧内は日本語吹替
- リンディ - ケイト・ベッキンセイル（田中敦子）：元警備員（用心棒）。衝動的暴力性を抑えるために、身体に電気刺激を流す装置を身に着けている。子どもの頃から、暴力性のコントロールに取り組み、ヨガや瞑想、軍隊生活など様々なことを経験している。
- ヴィカーズ刑事 - ボビー・カナヴェイル（上住谷崇）：殺人課所属。息子がいる。
- ネヴィン刑事 - ラバーン・コックス（國府咲月）：殺人課所属。ヴィカーズ刑事よりも階級が高い。
- マンチン医師 - スタンリー・トゥッチ（岩崎ひろし）：精神科医。リンディの主治医。
- ジャスティン - ジェイ・コートニー（桐本拓哉）：会計士。リンディのデート相手。
- 謎の女性 - スーザン・サランドン（大谷理美）
- ガレス・ファイゼル - デイビッド・ブラッドリー（浦山迅）：裏社会を牛耳る大金持ちで、政府も手が出せない。
- ドラクロワ - オリ・フェッファー（英語版）（中野泰佑）：ファイゼルの警備主任。
- バリー・カスパルスキー - スティーブン・オズボーン（山本満太）：武器商人。闘技場での賭けに講じる。ジャスティンの唯一の顧客。

日本語吹替その他：田村千恵、熊谷海麗、川原元幸、玉井勇輝、大西弘祐、田中進太郎、佐原誠、金子隼人
日本語版制作スタッフ　演出：住田貴昭、翻訳：柏木しょうこ、スタジオ：サルミックス、制作：JVCケンウッド・ビデオテック

## 日本語版スタッフ
- 翻訳：柏木しょうこ
- 演出：住田貴昭
- スタジオ：サルミックス
- 制作：JVCケンウッド・ビデオテック
- 日本語字幕：平田綾子
- 制作監修：吉田貴代子

## 製作
2019年4月、ケイト・ベッキンセイルが本作のキャストに加わったことが発表され、Scott Waschaの脚本でターニャ・ウェクスラーが監督をつとめた。 2019年7月、ボビー・カナヴェイル、ラバーン・コックス、スタンリー・トゥッチ、ジェイ・コートニーが本作のキャストに加わった。

### 撮影
主要撮影は2019年7月に始まった。

## 公開
2021年7月23日にAmazonスタジオから公開された。